# Печь

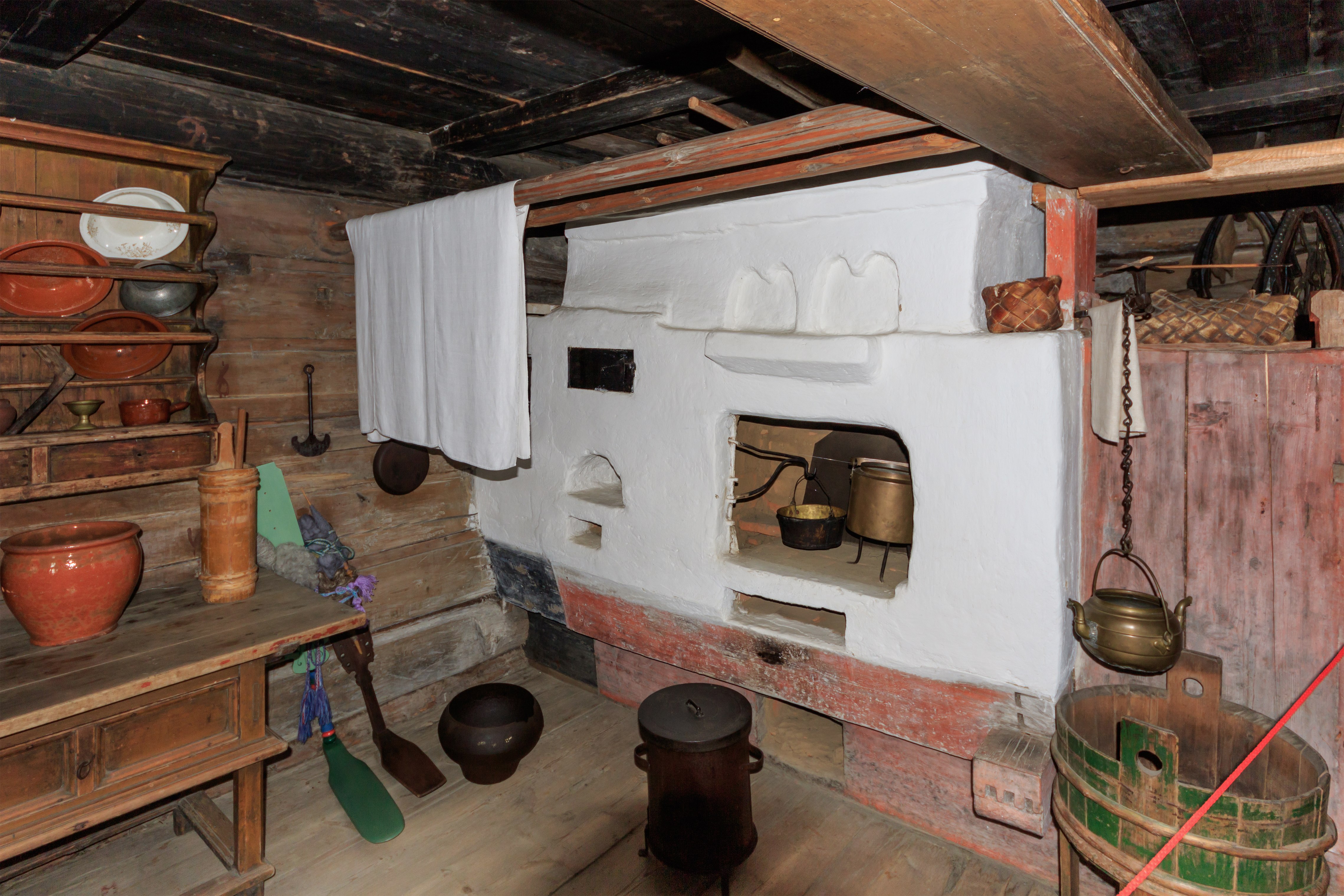
Кирпичная оштукатуренная и побеленная русская печь

Печь — нагревательное устройство для отопления, приготовления пищи или термообработки материалов. В металлообработке используется горн.

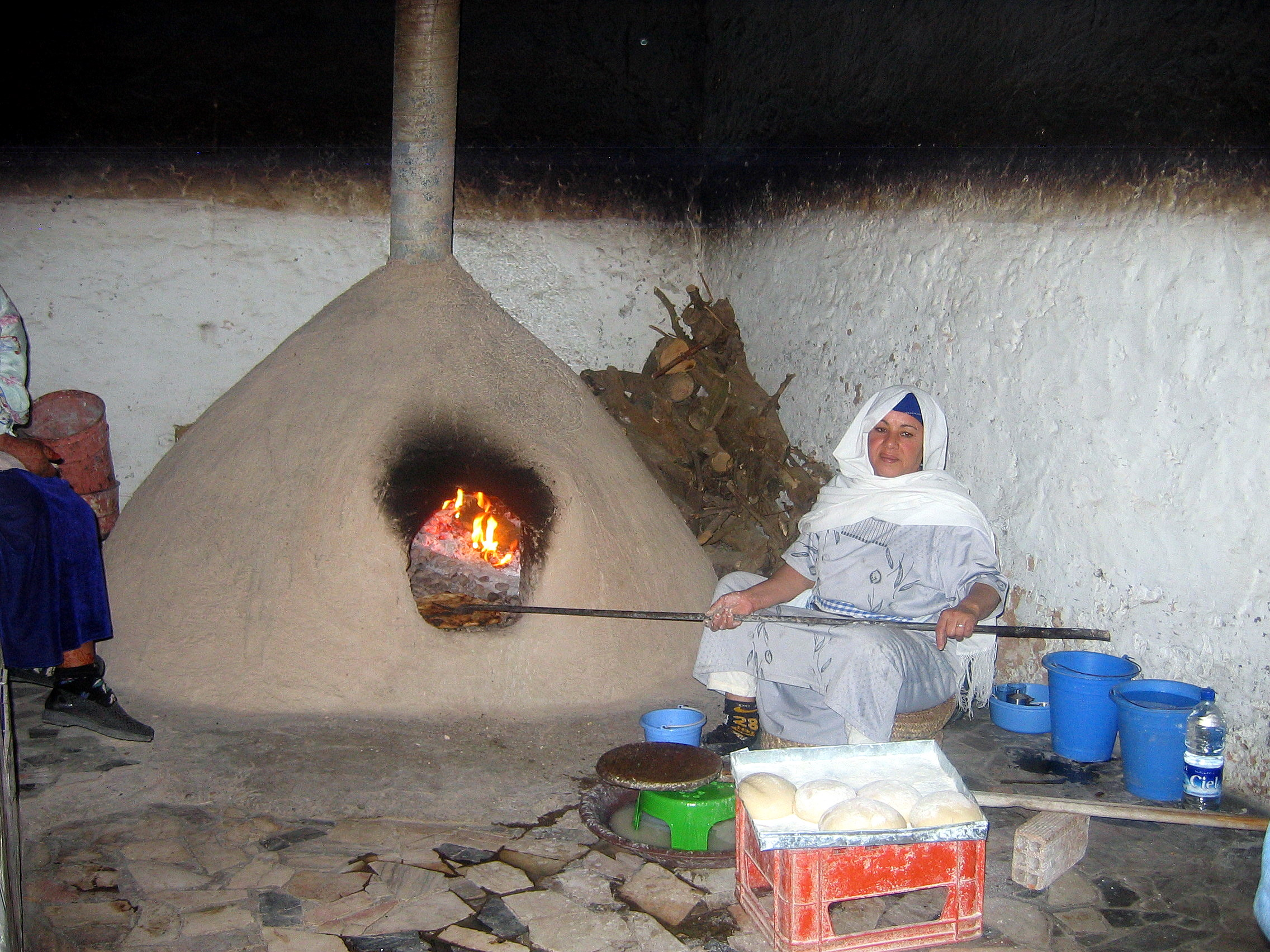
Глинобитная печь

## Классификация

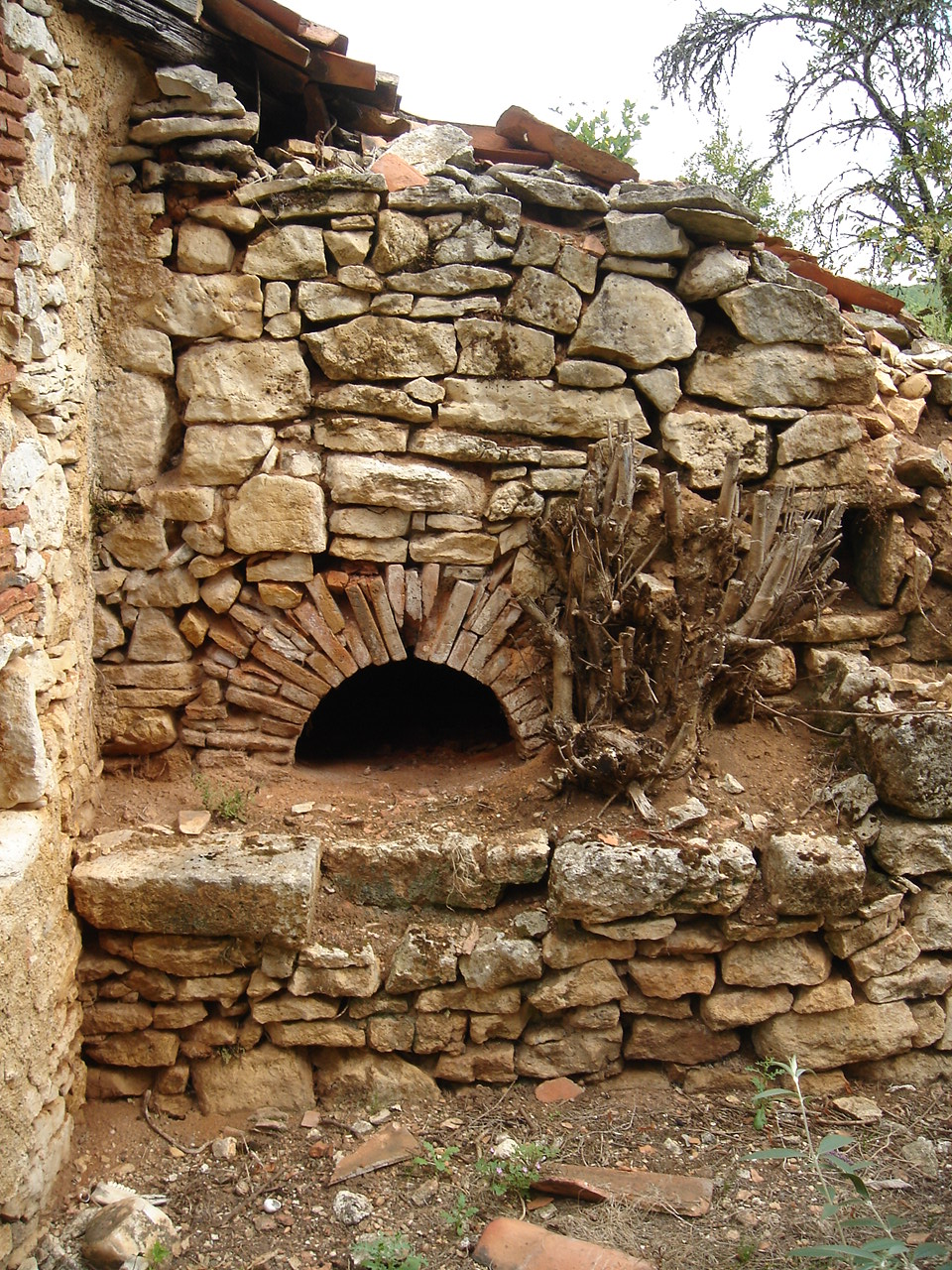
Каменная хлебопекарная печь

### По назначению
По назначению печи бывают отопительные, варочные, отопительно-варочные, пекарные, духовые, плавильные.

#### Бытовые
Бытовые печи используются для отопления помещений и приготовления пищи. Примеры: русская печь, шведка, голландка, печь Утермарка, банная печь, буржуйка.

#### Промышленные
Промышленные печи используются в различных отраслях промышленности для изготовления каких-либо изделий: плавки металла, обжига керамики, выпечки хлеба и других.

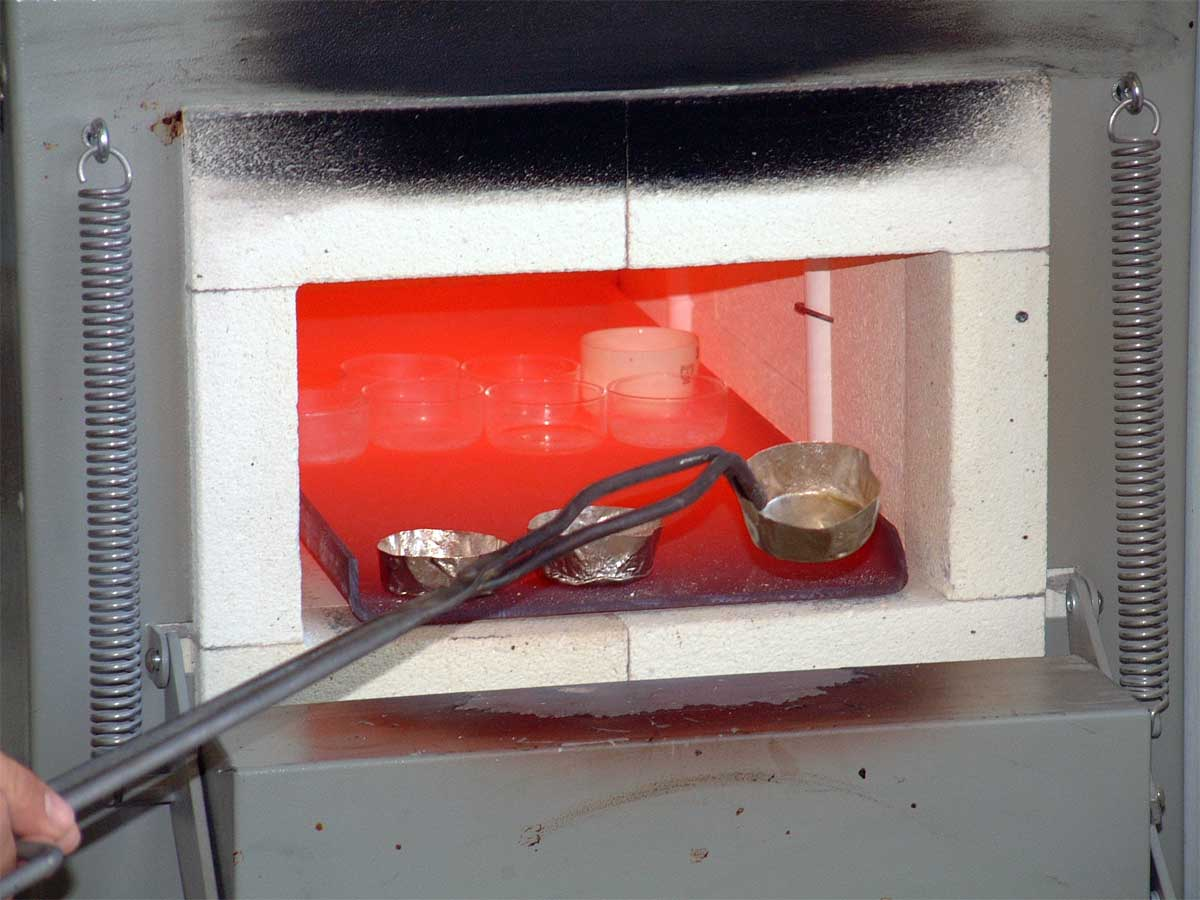
Муфельная печь

### По конструкции
Тигельные, муфельные, ретортные, шахтные, конвертерные.

### По материалам изготовления
- Глинобитные — изготавливаются из глины.
- Кирпичные — из глиняного кирпича.
- Каменные — из природного камня.
- Металлические (например буржуйка и печь Франклина).

### По типу источника энергии

#### Химические
- Твердотопливные, работающие на дровах, пеллетах, топливных брикетах, древесном, каменном, буром угле, коксе, торфе
- На жидком топливе: керосине, мазуте, дизельном топливе, нефти
- На газообразном топливе: в основном природном газе

#### Электрические
Нагревание в электрических печах может быть прямым и косвенным способом. При прямом электронагреве преобразование электрической энергии в тепловую происходит в результате прохождения электрического тока непосредственно по нагреваемому телу или среде (металл, вода, молоко, почва и т. п.). При косвенном электронагреве электрический ток проходит по специальному нагревательному элементу, от которого тепло передается нагреваемому телу или среде посредством теплопроводности, конвекции или излучения.
Печи прямого нагрева бывают индукционными и ТВЧ- и СВЧ-нагрева.
Печи косвенного нагрева бывают с тепловым действием тока на нагревательный элемент и нагревом инфракрасным излучением.

## Виды печей
- Банная печь
- Буржуйка
- Голландка
- Горн
- Камин
- Конвекционная печь
- Мартеновская печь
- Доменная печь
- Микроволновая печь
- Муфельная печь
- Отопительный котёл
- Очаг
- Печь Франклина
- Печь Утермарка
- Русская печь
- Тандыр
- Тигельная печь
- Тостер
- Хибати
- Шахтная печь
- Шведка
- Трубчатая печь
- Печи для технологических процессов в нефтехимии и химической промышленности
- Паровой котёл-утилизатор для сжигания сероводородсодержащего газа с циклонной топкой - применяется на установках по производству серной кислоты